# Bulevard
Un bulevard és un tipus d'avinguda amb arbres i ampla. La paraula prové del francès "boulevard" i aquest del neerlandès "bolwerk" (bastió o baluard). En un primer sentit, el bulevard era una via de comunicació basada en antigues defenses, vist que el mot prové del flamenc bolwerk. Permetia envoltar la ciutat per l'exterior amb un cinturó perifèric. El bulevard és, en segon lloc, una via general important amb àmplies avingudes per a vianants als laterals.

## Bulevards destacats per països
- A Espanya
  - Passeig del Prado a Madrid
  - Passeig de Gràcia a Barcelona.
- A Alemanya
  - Karl-Marx-Allee a Berlín.
  - Under den Linden a Berlín.
  - Königsallee a Düsseldorf.
  - Leopoldstraße a Múnic.
- A l'Argentina
  - Avenida de Mayo a Buenos Aires.
  - Bulevard Villegas en Buenos Aires.
  - Boulevard Oroño, Bulevar Avellaneda y Bulevar Rondeau a Santa Fe.
  - Boulevard San Juan a Còrdova.
- A Àustria
  - Ringstraße a Viena
- A Bolívia
  - Avinguda Monseñor Rivero a Santa Cruz de la Sierra.
  - Passeig del Prado a La Paz
- Al Brasil
  - Bulevard 28 de Setembro a Rio de Janeiro.
  - Bulevard Cachoeira a Joinville.
- A Colòmbia:
  - Bulevard de la Avenida Simón Bolívar a Valledupar.
  - Bulevard de la Avenida Colombia a Santiago de Cali.
  - Passeig Comercial Bulevar de Junín a Medellín.
  - Bulevard Santander a Bucaramanga.
- A Costa Rica: 
  - Bulevard de Los Yoses (est) i Bulevard Ernesto Rohrmoser/Avenida Les Amèriques (oest) a San José.
  - Bulevard de La Lima i Bulevard El Molino a Cartago.
  - Avinguda 25 de juliol a Libèria.
- A l'Equador:
  - Bulevard Nacions Unides a Quito.
  - Bulevard Amazones a Quito.
  - Bulevard 24 de Maig a Quito.
  - Bulevard 9 d'Octubre a Guayaquil.
- A Guatemala:
  - Boulevard Liberació a Guatemala.
  - Avinguda de la Reforma (antic Boulevard «30 de Juny») a Guatemala.
- A Israel:
  - Bulevard Rothschild a Tel-Aviv.
- A Xile:
  - Passeig Bulnes a Santiago.
  - Passeig Ahumada a Santiago.